# 多鲁镇
多鲁镇，是中华人民共和国新疆维吾尔自治区和田地區洛浦县下辖的一个乡镇级行政单位。原为多鲁乡，2023年撤乡设镇。行政区划代码改为653224104。 

## 行政区划
多鲁镇下辖以下地区：
塔合塔科瑞克村、海力派艾日克村、阔尕其艾日克村、色克日村、哈勒瓦甫村、阔台买村、加朗艾日克村、喀勒台阔台买村、尧勒其库勒村、墩库孜来克村、欧依曼央塔克村、巴格其村、博斯坦村、墩阿孜玛村、库依肉克艾日克村、唐玛合尼村、喀合勒克村、喀尕艾日克村、库都克艾日克村、麻扎吾斯塘村、恰克玛村、琼库尔吾斯塘村、塔吾尕孜村、托格拉艾日克村、托勒尕什村、硝尔阔台克村、巴什央都玛村、喀让古托格拉克村、库勒艾日克村、墩吾斯塘村和喀瓦吐格曼村委会。